# Stazione di Ponte di Nona
La stazione di Ponte di Nona è una fermata ferroviaria posta sulla linea Roma-Pescara. Sita nel territorio comunale di Roma, serve il quartiere di Ponte di Nona e il centro commerciale Roma Est.

## Storia
La fermata di Ponte di Nona venne attivata il 20 marzo 2016. La sua inaugurazione al pubblico è avvenuta il 4 aprile 2016.

## Strutture e impianti
La fermata conta due binari, uno per ogni senso di marcia, serviti da due banchine laterali lunghe 250 metri, collegate da un sottopassaggio pedonale.

## Movimento
Dal 4 aprile 2016 la fermata è servita dai treni regionali in servizio sulla linea regionale FL2. Con una linea che collega la stazione di Tiburtina alla stazione di Pescara.